# Bernard Herrmann
Bernard Herrmann, all'anagrafe Maximillian Herman (New York, 29 giugno 1911 – Los Angeles, 24 dicembre 1975), è stato un compositore e direttore d'orchestra statunitense.
Lavorò con Alfred Hitchcock, Orson Welles, François Truffaut, Brian De Palma, Martin Scorsese. È considerato uno dei maggiori compositori di colonne sonore della storia del cinema.

## Biografia
Nato a New York il 29 giugno 1911 da una famiglia ebraica di origini russe, fu incoraggiato dal padre allo studio della musica. Iniziò da giovane lo studio del violino e frequentò, assieme al padre, il teatro dell'opera.
All'età di tredici anni vinse un premio di 100 dollari per una composizione originale e decise definitivamente di studiare musica. Si iscrisse all'Università di New York e alla Juilliard School of Music, laureandosi con ottimi voti. All'età di 20 anni costituì una propria orchestra, la New Chamber Orchestra of New York.
Nel 1934 assunse l'incarico di direttore della CBS Symphony Orchestra che mantenne per nove anni. Si adoperò per introdurre nei suoi concerti lavori di compositori contemporanei fra cui Charles Ives.
Durante gli anni della CBS conobbe Orson Welles e realizzò per lui le musiche del programma radiofonico War of the Worlds, e dei film Quarto potere (1941) e L'orgoglio degli Amberson (1942). Quest'ultimo lavoro fu affidato all'orchestrazione di altri musicisti e il risultato finale non fu gradito da Herrmann, che chiese che il suo nome venisse rimosso dai titoli del film. In questo periodo scrisse la colonna sonora per L'oro del demonio (1941), per la quale vinse l'unico Premio Oscar della sua carriera.

## La collaborazione con Alfred Hitchcock

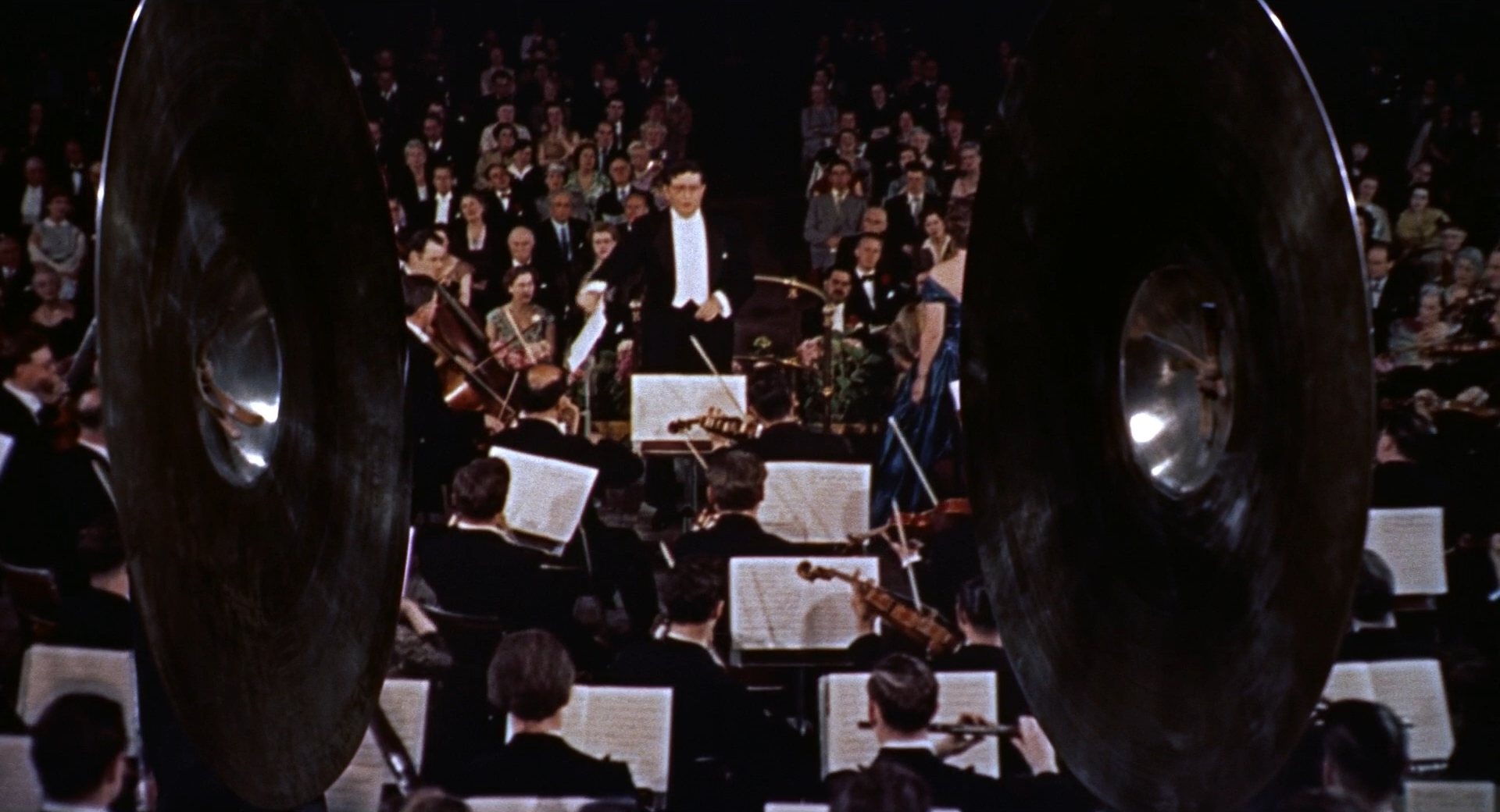
Herrmann direttore d'orchestra nel film L'uomo che sapeva troppo (1956)

Dal 1955 al 1964 Herrmann collaborò con il regista Alfred Hitchcock, per il quale compose diverse colonne sonore, a partire da La congiura degli innocenti (1955) fino a Marnie (1964). In questo periodo fu autore delle musiche anche per La donna che visse due volte (1958), Intrigo internazionale (1959) e L'uomo che sapeva troppo (1956), che fu solo parzialmente composto da Herrmann in quanto non sono sue la canzone Que sera, sera (Whatever Will Be, Will Be), cantata da Doris Day, e la Storm Clouds Cantata eseguita alla Royal Albert Hall, composta da Arthur Benjamin, della quale Herrmann curò soltanto l'orchestrazione e la direzione d'orchestra.
Altra celebre colonna sonora fu quella per il film Psyco (1960), nella cui partitura il compositore usò solamente la sezione degli archi senza alcun ausilio degli strumenti a fiato. La scena della doccia, nella quale in origine non doveva esserci alcun commento musicale, resta fra le più emozionanti dell'intera colonna sonora per le note agghiaccianti dei violini.
La collaborazione con Hitchcock terminò quando, per la colonna sonora del film Il sipario strappato (1966), Herrmann scrisse partiture sinfoniche diverse dalle musiche jazz e pop in auge al momento e richieste dal regista. Dopo questo lavoro il compositore si trasferì in Inghilterra e ricevette l'incarico da François Truffaut di scrivere la colonna sonora di Fahrenheit 451 (1966).

## Altre opere
Dalla fine degli anni cinquanta alla metà degli anni settanta, Herrmann scrisse le colonne sonore per i film di fantascienza Viaggio al centro della Terra (1959), e I viaggi di Gulliver (1960), e gli epici Il 7º viaggio di Sinbad (1958), L'isola misteriosa (1961), Gli Argonauti (1963).
Tra le ultime opere di Herrmann si ricordano Le due sorelle (1973) e Obsession - Complesso di colpa (1976) per il regista Brian De Palma, e Taxi Driver (1976) per Martin Scorsese. Herrmann morì improvvisamente dopo l'ultima sessione di registrazione delle musiche per Taxi Driver.

## Uso di strumenti elettronici
L'uso di strumenti elettronici nelle sue partiture risale al 1948 quando scrisse Jennie's Theme per il film Il ritratto di Jennie. La musica era ispirata a temi di Claude Debussy ed era eseguita con il theremin, uno strumento musicale elettronico che userà anche nel film Ultimatum alla Terra (1951), in cui inserirà inoltre violino elettrico, basso elettrico e chitarra elettrica, oltre che  pianoforte, arpa, ottoni e percussioni.

## Filmografia
- Quarto potere (Citizen Kane), regia di Orson Welles (1941)
- L'oro del demonio (The Devil and Daniel Webster), regia di William Dieterle (1941)
- L'orgoglio degli Amberson (The Magnificent Ambersons), regia di Orson Welles (1942)
- La porta proibita (Jane Eyre), regia di Robert Stevenson (1944)
- Nelle tenebre della metropoli (Hangover Square), regia di John Brahm (1945)
- Anna e il re del Siam (Anna and the King of Siam), regia di John Cromwell (1946)
- Il fantasma e la signora Muir (The Ghost and Mrs. Muir), regia di Joseph L. Mankiewicz (1947)
- Il ritratto di Jennie (Portrait of Jennie), regia di William Dieterle (1948)
- Ultimatum alla Terra (The Day The Earth Stood Still), regia di Robert Wise (1951)
- Operazione Cicero (Five Fingers), regia di Joseph L. Mankiewicz (1952)
- Neve rossa (On Dangerous Ground), regia di Nicholas Ray e, non accreditata, Ida Lupino (1952)
- Le nevi del Chilimangiaro (The Snows of Kilimanjaro), regia di Henry King (1952)
- Tempeste sotto i mari (Beneath the 12-Mile Reef), regia di Robert D. Webb (1953)
- La carica dei Kyber (King of the Khyber Rifles), regia di Henry King (1953)
- Tempeste sul Congo (White Witch Doctor), regia di Henry Hathaway (1953)
- Il prigioniero della miniera (Garden of Evil), regia di Henry Hathaway (1954)
- Sinuhe l'egiziano (The Egyptian), regia di Michael Curtiz (1954)
- Il principe degli attori (Prince of Players), regia di Philip Dunne (1954)
- La congiura degli innocenti (The Trouble with Harry), regia di Alfred Hitchcock (1955)
- Il vagabondo delle frontiere (The Kentuckian), regia di Burt Lancaster (1955)
- L'uomo che sapeva troppo (The Man Who Knew Too Much), regia di Alfred Hitchcock (1956)
- L'uomo dal vestito grigio (The Man in the Gray Flannel Suit), regia di Nunnally Johnson (1956)
- Il ladro (The Wrong Man), regia di Alfred Hitchcock (1956)
- Williamsburg: The Story of a Patriot - cortometraggio (1958)
- Un cappello pieno di pioggia (A Hatful of Rain), regia di Fred Zinnemann (1957)
- Il nudo e il morto (The Naked and the Dead), regia di Raoul Walsh (1958)
- Il 7º viaggio di Sinbad (The Seventh Voyage of Sinbad), regia di Nathan H. Juran (1958)
- La donna che visse due volte (Vertigo), regia di Alfred Hitchcock (1958)
- Innamorati in blue jeans (Blue Denim), regia di Philip Dunne (1959)
- Intrigo internazionale (North By Northwest), regia di Alfred Hitchcock (1959)
- Viaggio al centro della Terra (Journey to the Center of the Earth), regia di Henry Levin - musiche originali (1959)
- Ai confini della realtà (The Twilight Zone) (1959 - 1963)
- Psyco (Psycho), regia di Alfred Hitchcock (1960)
- I viaggi di Gulliver (The 3 Worlds of Gulliver), regia di Jack Sher (1960)
- L'isola misteriosa (Mysterious Island), regia di  Cy Endfield (1961)
- Il promontorio della paura (Cape Fear), regia di J. Lee Thompson (1962)
- Tenera è la notte (Tender Is The Night), regia di Henry King (1962)
- Gli Argonauti (Jason and the Argonauts), regia di Don Chaffey (1963)
- Marnie, regia di Alfred Hitchcock (1964)
- Joy in the Morning, regia di Alex Segal (1965)
- Il sipario strappato (Torn Curtain), regia di Alfred Hitchcock (1966)
- Fahrenheit 451, regia di François Truffaut (1966)
- La sposa in nero (La mariée était en noir), regia di François Truffaut (1967)
- I nervi a pezzi (Twisted Nerve), regia di Roy Boulting (1968)
- La battaglia della Neretva (Battle of Neretva), regia di Veljko Bulajić (1969)
- The Night Digger, regia di Alastair Reid (1971)
- Champagne per due dopo il funerale (Endless Night), regia di Sidney Gilliat (1972)
- Le due sorelle (Sisters), regia di Brian De Palma (1973)
- Baby Killer (It's Alive), regia di Larry Cohen (1974)
- Obsession - Complesso di colpa (Obsession), regia di Brian De Palma (1976) - postumo
- Taxi Driver, regia di Martin Scorsese (1976) - postumo

## Altre opere
- The Forest, poema sinfonico per grande Orchestra (1929)
- November Dusk, poema sinfonico per grande Orchestra (1929)
- Tempest and Storm: Furies Shrieking!, per piano (1929
- The Dancing Faun and The Bells, due canzoni per voce e piccola Orchestra da Camera (1929)
- Requiescat, per violino e piano (1929)
- Twilight, per violino e piano (1929)
- Ballet music for Americana Revue (1932)
- March Militaire (1932)
- Aria for Flute and Harp (1932)
- A Shropshire Lad (1932)
- Variazioni su "Deep River" e "Water Boy" (1933)
- Preludio a Anathema, per 15 strumenti (1933)
- Silent Noon, per 14 strumenti (1933)
- The Body Beautiful (1935)
- Nocturne and Scherzo (1935)
- Sinfonietta for Strings (1935)
- Currier and Ives Suite (1935)
- Violin Concerto, incompiuto (1937)
- Moby Dick, Cantata (1937)
- Johnny Appleseed, Cantata incompiuta (1940)
- Symphony (1941)
- The Fantasticks (1942)
- The Devil and Daniel Webster Suite (1942)
- For the Fallen (1943)
- Welles Raises Kane (1943)
- Wuthering Heights, Opera (1951)
- Echoes, Quartetto d'archi (1965)
- Souvenirs de Voyage (1967)
- The King of the Schnorrers (1968), commedia musicale

## Riconoscimenti
Premio Oscar
- 1942 -  Miglior colonna sonora per L'oro del demonio
- 1942 - Candidatura alla miglior colonna sonora per Quarto potere
- 1947 - Candidatura alla miglior colonna sonora per Anna e il re del Siam
- 1977 - Candidatura alla miglior colonna sonora per Obsession - Complesso di colpa
- 1977 - Candidatura alla miglior colonna sonora per Taxi Driver